# Elecciones estatales de Yucatán de 2021
Las elecciones estatales de Yucatán de 2021 se llevaron a cabo el domingo 6 de junio de 2021, y en ellas se renovaron los titulares de los siguientes cargos de elección popular del estado mexicano de Yucatán:
- 25 diputaciones estatales: 15 diputaciones electas por mayoría relativa y 10 designados mediante representación proporcional para integrar la LXIII Legislatura del Congreso del Estado.
- 106 ayuntamientos: Compuestos por un presidente municipal, un síndico y sus regidores. Electos para un periodo de tres años.

## Organización

### Partidos políticos
En las elecciones estatales tienen derecho a participar once partidos políticos. Diez son partidos políticos con registro nacional: Partido Acción Nacional (PAN), Partido Revolucionario Institucional (PRI), Partido de la Revolución Democrática (PRD), Partido del Trabajo (PT), Partido Verde Ecologista de México (PVEM), Movimiento Ciudadano (MC), Morena, Partido Encuentro Solidario (PES), Fuerza por México (FPM) y Redes Sociales Progresistas (RSP). Y un partido político estatal: Nueva Alianza Yucatán.

### Proceso electoral
La campaña electoral inicia el 9 de abril y se extiende durante ocho semanas, hasta el 2 de junio. La votación está programada para hacerse el 6 de junio de 2021, de las 8 de la mañana a las 6 de la tarde, en simultáneo con las elecciones federales. En las elecciones tiene derecho a participar 1 660 064 personas.

### Distritos electorales
Para la elección de diputados de mayoría relativa del Congreso del Estado de Yucatán, la entidad se divide en 15 distritos electorales.
| Distrito | Cabecera   | Municipios | Mapa |
| -------- | ---------- | ---------- | ---- |
| 1        | Mérida     | 1          |      |
| 2        | Mérida     | 1          |      |
| 3        | Mérida     | 1          |      |
| 4        | Mérida     | 1          |      |
| 5        | Mérida     | 1          |      |
| 6        | Kanasín    | 5          |      |
| 7        | Mérida     | 1          |      |
| 8        | Umán       | 10         |      |
| 9        | Progreso   | 12         |      |
| 10       | Tizimín    | 8          |      |
| 11       | Valladolid | 7          |      |
| 12       | Tekax      | 8          |      |
| 13       | Ticul      | 12         |      |
| 14       | Tecoh      | 21         |      |
| 15       | Izamal     | 22         |      |

## Resultados

### Congreso del Estado de Yucatán
|  | 34.74 % |

|  | 24.51 % |

|  | 22.12 % |

|  | 3.32 % |

|  | 3.03 % |

|  | 2.80 % |

|  | 2.12 % |

|  | 1.76 % |

|  | 1.50 % |

|  | 1.42 % |

|  | 0.50 % |

|  | 2.19 % |

|  | 100 % |

### Ayuntamientos

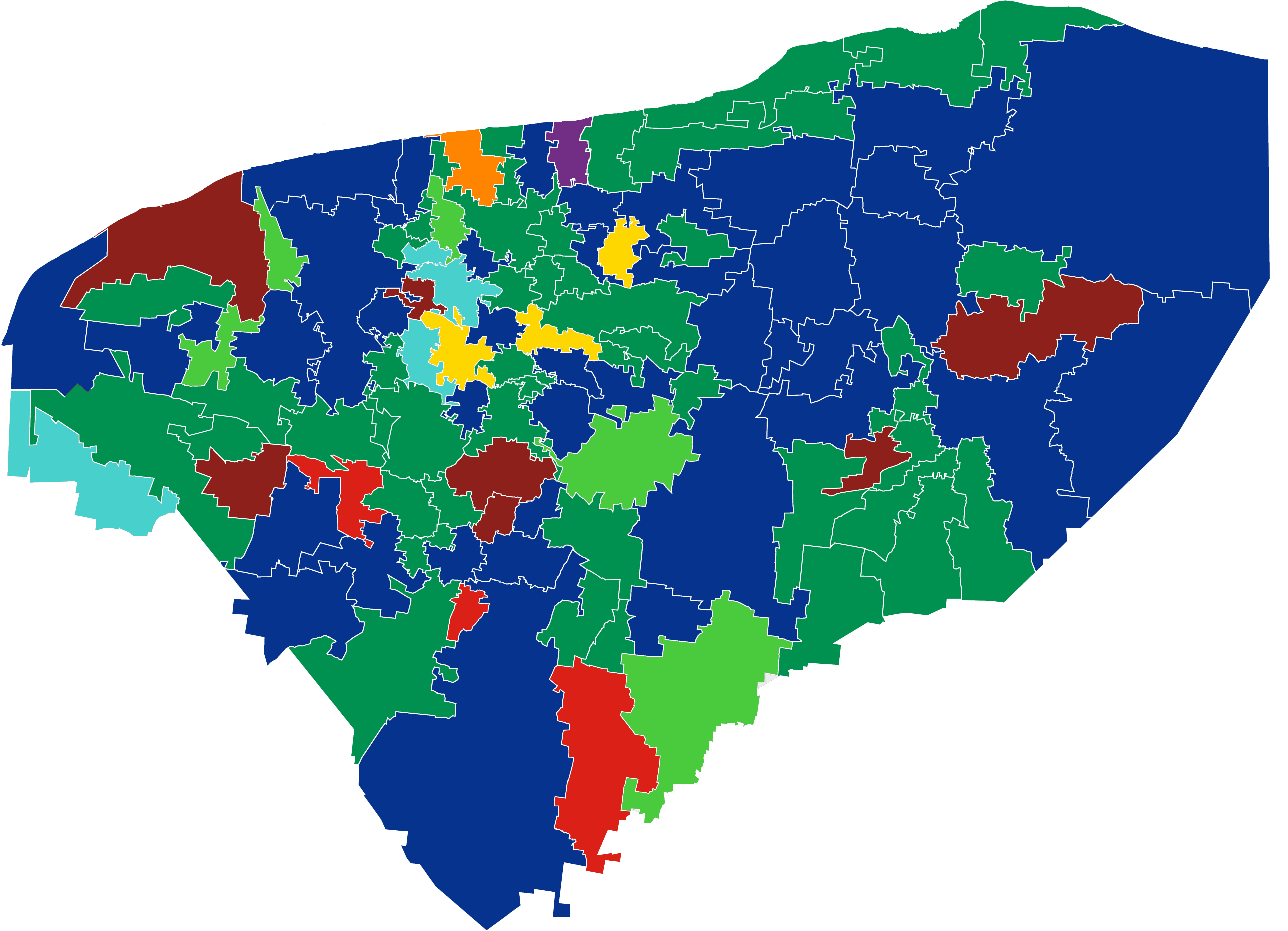
Distribución de las ayuntamientos por partido:
PAN (42)
PRI (41)
Morena (7)
PVEM (5)
Nueva Alianza (4)
PRD (3)
PT (3)
MC (1)
PES (1)

| Partido                                                      | Partido                              | Municipios |
| ------------------------------------------------------------ | ------------------------------------ | ---------- |
|                                                              | Partido Acción Nacional              | 42/106     |
|                                                              | Partido Revolucionario Institucional | 41/106     |
|                                                              | Morena                               | 7/106      |
|                                                              | Partido Verde Ecologista de México   | 5/106      |
|                                                              | Nueva Alianza Yucatán                | 4/106      |
|                                                              | Partido de la Revolución Democrática | 3/106      |
|                                                              | Partido del Trabajo                  | 3/106      |
|                                                              | Movimiento Ciudadano                 | 1/106      |
|                                                              | Partido Encuentro Solidario          | 1/106      |
|                                                              | Redes Sociales Progresistas          | 0/106      |
|                                                              | Fuerza por México                    | 0/106      |
| Total                                                        | Total                                | 106        |
| Instituto Electoral y de Participación Ciudadana de Yucatán. |                                      |            |

## Elección extraordinaria de Yucatán de 2021

### Municipio de Uayma
Durante la jornada electoral del 6 de junio de 2021, en el municipio de Uayma, se registró casos de violencia y quema de boletas en una de las casillas electorales, por lo que, para restablecer el orden público tuvieron qué intervenir elementos de seguridad de Yucatán y de la Guardia Nacional. De las cinco casillas instaladas, solamente cuatro se pudieron contabilizar, otorgando un triunfo inicial a la candidata del Partido Revolucionario Institucional, Yamili Cupul Vázquez.
Ante estos hechos, el resultado fue impugnado por el partido Morena, misma que llegó a la Sala Regional de Xalapa del Tribunal Electoral del Poder Judicial de la Federación, cuya resolución terminó en la nulificación de los resultados, ordenando al Instituto Nacional Electoral una nueva elección en carácter extraordinaria, misma que se celebró el 14 de noviembre de 2021, en la que resultó ganadora la candidata del Partido Revolucionario Institucional, Yamili Cupul Vázquez.